# Astrocaryum giganteum
Astrocaryum giganteum är en enhjärtbladig växtart som beskrevs av João Barbosa Rodrigues. Astrocaryum giganteum ingår i släktet Astrocaryum och familjen Arecaceae. Inga underarter finns listade i Catalogue of Life.